# Marie Bashirová
Dame Marie Bashirová (* 1. prosince 1930, Narranderra, Nový Jižní Wales, Austrálie) je australská lékařka, sociální aktivistka a politička. Od 1. března 2001 do 1. října 2014 byla guvernérkou Nového Jižního Walesu (jako první žena v historii) a od 1. ledna 2007 do 15. prosince 2012 kancléřkou univerzity v Sydney.

## Život
Přestože se narodila v Austrálii, oba její rodiče byli Libanonci. Vystudovala lékařství na univerzitě v Sydney, a pak učila na své alma mater a University of New South Wales. V roce 1993 se stala profesorkou klinické psychiatrie. Kromě vědecké práce se stala se známou pro její sociální aktivity, především v souvislosti se zdravotními programy pro děti a domorodce. V roce 1971 vyhrála soutěž o matku roku v Austrálii, a v roce 1988 jí byl udělen Řád Austrálie.
V roce 2001 ji královna Alžběta II. na žádost premiéra Boba Carra jmenovala - jako první ženu v historii - guvernérkou Nového Jižního Walesu. V roce 2007 byla vyjmenována na další čtyři roky. Ve stejném roce se také stala kancléřkou své alma mater.

## Osobní život
Jejím manželem je sir Nicholas Shehadie, bývalý starosta města Sydney a kapitán Austrálie v ragby. Mají tři děti a šest vnoučat.

## Vyznamenání
- dáma Řádu Austrálie (AD) – 9. června 2014 – za mimořádný úspěch a zásluhy ve službách veřejné správy, veřejného života a obyvatel Nového Jižního Walesu, za medicínu, zejména za její zásluhy o zlepšení duševního zdraví mladých a znevýhodněných, za rozvoj mezinárodních vztahů prostřednictvím podpory programů spolupráce v oblasti zdraví a za své vedoucí zásluhy v oblasti terciárního vzdělávání[1]
- společník Řádu Austrálie (AC) – 30. března 2001 – za svou službu ve funkci guvernérky Nového Jižního Walesu[2]
- důstojník Řádu Austrálie (AO) – 13. června 1988 – za službu medicíně, zejména v oblasti duševního zdraví dospívajících[3]
- komandér Královského Viktoriina řádu (CVO) – 2006
- Dame of Grace Nejctihodnějšího řádu sv. Jana Jeruzalémského – 2001
- Medaile 100. výročí federace – 2001
- velkostuha Národního řádu cedru – Libanon, 2012[4]
- velkodůstojník Národního řádu cedru – Libanon, 2004[5]
- důstojník Řádu čestné legie – Francie, 2014
- rytíř Řádu čestné legie – Francie, 2009[6]